# Џина Лин
Џина Лин (енгл. Gina Lynn), рођена 15. фебруара 1974. као Танја Меркадо (шп. Tanya Mercado) јесте порнографска глумица из Порторика.

## Биографија
Џина је рођена у порториканско-италијанској породици у Мајагвезу, у Порторику, а одрасла у Џексону, у Њу Џерзију; тренутно живи и ради у Ридингу, у Пенсилванији.
Џина је почела да ради као стриптизета током посљедњег разреда у Средњој школи „Сент Роуз“. Након тога је почела позирати за часописе за одрасле, попут часописа „Chéri“ 1997. године. Први пут се појавила у порнографском филму 2001. године, у продукцији „Плежур продакшонса“ (енгл. Pleasure Productions). Данас и даље глуми за ову продукцијску кућу, али и за сопствени студио, „Џина Лин продакшонс“ (енгл. Gina Lynn Productions).
Џина Лин се такође појавила у Еминемовом видео-споту за пјесму „Superman“, а појавила се и у филмовима „Analyze That“ и „Minghags: The Movie“.

## Награде
- 2005 АВН награде: Најбоља гонзо епизода, добијена за „Gina Lynn's Darkside“[7]
- 2008 F.A.M.E. награда: омиљена задњица[8]
- 2010 AVN хол славних